# Hinojosa del Duque (kommun)
Hinojosa del Duque är en kommun i Spanien.   Den ligger i provinsen Province of Córdoba och regionen Andalusien, i den centrala delen av landet, 250 km sydväst om huvudstaden Madrid. Antalet invånare är 7 250.